# Cumulopuntia boliviana subsp. dactylifera
Cumulopuntia boliviana subsp. dactylifera ist eine Unterart der Pflanzenart Cumulopuntia boliviana in der Gattung Cumulopuntia aus der Familie der Kakteengewächse (Cactaceae). Das Epitheton dactylifera leitet sich vom griechischen Wort daktylos für ‚Finger‘ sowie dem lateinischen Wort -fer für ‚tragend‘ ab und verweist auf die fingerartigen Triebabschnitte.

## Beschreibung
Cumulopuntia boliviana subsp. dactylifera bildet dichte Polster. Die eiförmigen bis länglichen, häufig glauken und ziegelartig gehöckerten Triebabschnitte sind 4 bis 5 Zentimeter oder mehr lang. Die zwölf bis 14 Areolen befinden sich auf dem oberen Teil der Triebabschnitte. Die bis zu sieben Dornen, die gelegentlich auch fehlen, entspringen nur aus den obersten Areolen. Sie sind aufrecht, rötlich braun und bis zu 3,5 Zentimeter lang.
Die gelbe Blüten erreichen Längen von bis zu 3 Zentimeter. Die verlängerten, dattelförmigen Früchte sind kahl und bis zu 5 Zentimeter lang.

## Verbreitung und Systematik
Cumulopuntia boliviana subsp. dactylifera ist in der peruanischen Region Puno sowie in Bolivien im Departamento La Paz in Höhenlagen von 3400 bis 3800 Metern in der Puna-Vegetation verbreitet.
Die Erstbeschreibung als Opuntia dactylifera erfolgte 1913 durch Friedrich Karl Johann Vaupel. David Richard Hunt stellte die Art 2002 als Unterart zur Art Cumulopuntia boliviana. Weitere nomenklatorische Synonyme sind Tephrocactus dactyliferus (Vaupel) Backeb. (1958), Cumulopuntia pentlandii var. dactylifera (Vaupel) F.Ritter (1980) und Cumulopuntia dactylifera (Vaupel) E.F.Anderson (1999).

## Nachweise